# دايورة مبقعة
دايورة مبقعة (الاسم العلمي:Diuris maculata) هي نوع من النباتات تتبع جنس الدايورة من الفصيلة السحلبية.